# Tiba
Arione Ferreira Guedes, mais conhecido como Tiba (Araguaína, 26 de setembro de 1968), é um ex-futebolista e treinador brasileiro que atuava na posição de atacante.

## Carreira
Foi contratado pelo Bragantino junto ao Vasco no início de 1990. Marcou o gol do título do Campeonato Paulista de 1990, quando o Bragantino foi campeão com um empate em 1 a 1 com o Novorizontino.
Chegou ao Guarani em julho de 1991.
Disputou o Paulistão de 1992 pelo Bragantino, por empréstimo.
Voltou ao Guarani em 1993.
Foi contratado em julho de 1994 pela Portuguesa por 450 mil dólares.
Em 2000, atuou pelo Juventude.
Encerrou a carreira de jogador em 2004 pelo Araguaína, clube do qual foi treinador até o final de 2005.
Atualmente, aposentado, ministra seu próprio negócio na sua cidade natal onde possui um centro poliesportivo de futebol society.

## Títulos

### Como jogador
Vasco
- Campeonato Carioca: 1988

Bragantino
- Campeonato Paulista: 1990.[12]

## Prêmios individuais
- Bola de Prata da revista Placar: 1990